# Pentace acuta
Pentace acuta är en malvaväxtart som beskrevs av Ridley. Pentace acuta ingår i släktet Pentace och familjen malvaväxter. Inga underarter finns listade i Catalogue of Life.